# Dombasle-en-Xaintois
Dombasle-en-Xaintois és un municipi francès, situat al departament dels Vosges i a la regió del Gran Est. L'any 2007 tenia 122 habitants.

## Demografia

### Població
El 2007 la població de fet de Dombasle-en-Xaintois era de 122 persones. Hi havia 65 famílies, de les quals 24 eren unipersonals (16 homes vivint sols i 8 dones vivint soles), 25 parelles sense fills, 12 parelles amb fills i 4 famílies monoparentals amb fills.
La població ha evolucionat segons el següent gràfic:
Habitants censats

### Habitatges
El 2007 hi havia 72 habitatges, 65 eren l'habitatge principal de la família, 1 era una segona residència i 6 estaven desocupats. 59 eren cases i 14 eren apartaments. Dels 65 habitatges principals, 47 estaven ocupats pels seus propietaris, 14 estaven llogats i ocupats pels llogaters i 3 estaven cedits a títol gratuït; 4 tenien dues cambres, 12 en tenien tres, 13 en tenien quatre i 35 en tenien cinc o més. 44 habitatges disposaven pel capbaix d'una plaça de pàrquing. A 29 habitatges hi havia un automòbil i a 25 n'hi havia dos o més.

### Piràmide de població
La piràmide de població per edats i sexe el 2009 era:
| Homes | Edats   | Dones |
| ----- | ------- | ----- |
| 0     | 95 o +  | 0     |
| 0     | 90 a 94 | 0     |
| 0     | 85 a 89 | 0     |
| 0     | 80 a 84 | 4     |
| 4     | 75 a 79 | 0     |
| 4     | 70 a 74 | 0     |
| 12    | 65 a 69 | 0     |
| 0     | 60 a 64 | 12    |
| 4     | 55 a 59 | 0     |
| 4     | 50 a 54 | 0     |
| 4     | 45 a 49 | 4     |
| 8     | 40 a 44 | 4     |
| 0     | 35 a 39 | 0     |
| 4     | 30 a 34 | 4     |
| 8     | 25 a 29 | 4     |
| 0     | 20 a 24 | 4     |
| 0     | 15 a 19 | 4     |
| 0     | 10 a 14 | 0     |
| 4     | 5 a 9   | 4     |
| 0     | 0 a 4   | 4     |

## Economia
El 2007 la població en edat de treballar era de 83 persones, 69 eren actives i 14 eren inactives. De les 69 persones actives 62 estaven ocupades (38 homes i 24 dones) i 7 estaven aturades (5 homes i 2 dones). De les 14 persones inactives 5 estaven jubilades, 4 estaven estudiant i 5 estaven classificades com a «altres inactius».

### Ingressos
El 2009 a Dombasle-en-Xaintois hi havia 63 unitats fiscals que integraven 119 persones, la mediana anual d'ingressos fiscals per persona era de 16.950 €.

### Activitats econòmiques
Dels 4 establiments que hi havia el 2007, 1 era d'una empresa de fabricació d'altres productes industrials, 1 d'una empresa de transport i 2 d'empreses classificades com a «altres activitats de serveis».
L'únic servei als particulars que hi havia el 2009 era una perruqueria.

## Poblacions més properes
El següent diagrama mostra les poblacions més properes.